# Australoheros angiru
Australoheros angiru es una especie de pez que integra el género Australoheros de la familia Cichlidae en el orden de los Perciformes. Es endémico del centro-este de América del Sur.

## Distribución geográfica
Este pez habita en el centro-este de América del Sur, en el noreste de la Argentina —específicamente en el norte de la provincia de Misiones—, y el sudeste del Brasil, tanto en aguas de la cuenca del río Paraná —en la cuenca del Iguazú—, como de la cuenca del alto río Uruguay.  
- Paraná: fue colectado en la cuenca del Iguazú: en el río São Pedro y en el río Iratim.
- Santa Catarina: fue colectado en la cuenca del río Uruguay: río Jacutinga.
- Río Grande del Sur: fue colectado en la cuenca del Uruguay: Sanga das Aguas Frias.
- Argentina: fue colectado en el río El Soberbio, cuenca del Uruguay.

## Taxonomía y características
Australoheros angiru fue descrita para la ciencia en el año 2011, por los ictiólogos Oldrich Rícan, Lubomír Piálek, Adriana Almirón y Jorge Casciotta.
El ejemplar holotipo es el: MCP 13937. Su longitud estándar es de 73,2 mm. La localidad tipo es: Brasil, estado de Santa Catarina, cuenca del río Uruguay, río Jacutinga, ruta BR 283 desde Ceará a Concordia. Fue capturado en octubre de 1988, por Bergmann y otros.
Etimología
La etimología de su nombre genérico Australoheros deriva de la palabra latina australis en el sentido de 'sur', y el nombre nominal 'héroe', de la tribu Heroini. El término específico proviene de la palabra en idioma guaraní: angirû que significa 'amigo' o 'compañero', en relación con el hecho de que A. ykeregua y A. kaaygua han sido previamente tratadas como dos morfotipos conespecíficos, sin embargo los nuevos datos moleculares han demostrado que se trata de dos especies que no pertenecen al mismo grupo hermano, aunque viven en una misma cuenca fluvial (la del río Iguazú), no lo hacen simpátricamente.